# معدن نقره ایوامی
معدن نقره ایوامی یا ایوامی گینزان (به ژاپنی: 石見銀山 いわみぎんざん)، در شهر اودا، استان شیمانه، در جزیره اصلی هونشو در ژاپن است.
که در سال ۲۰۰۷ وارد فهرست میراث جهانی شد.
در سال ۱۵۲۷ با حمایت اوئوچی یوشی‌اوکی رهبر خاندان اوئوچی گسترش یافت. این معدن در اوایل قرن هفدهم (۱۶۰۰ میلادی) به اوج تولید خود که حدود ۳۸ تن نقره در سال بود، دست یافت که در آن زمان این مقدار یک سوم تولید نقره در جهان بود.

## تاریخچه
معدن نقره ایوامی در سال ۱۵۲۷ تحت حمایت اوئوچی یوشی‌اوکی از خاندان اوئوچی توسعه پیدا کرد و بهره‌برداری رسید. در سال ۱۵۳۰ توسط اوگاساوارا ناگاتاکا که از خاندانی گوزوکو (با قدرت و ثروتمند) در همان منطقه بود در مورد تصاحب و سهم از معدن با خاندان اوئوچی نبرد درگرفت که تا سه سال ادامه داشت و در نهایت خاندان اوئوچی توانست کنترل معدن را در دست بگیرد.
در نیمه اول قرن شانزدهم بین خاندان آماگو و خاندان اوئوچی نبردهای بسیاری رخ داد. در سال ۱۵۳۷ آماگو تسونه‌هیسا توانست معدن نقره ایوامی را که در اختیار خاندان اوئوچی بود، تصاحب کند. در سال ۱۵۳۷ خاندان اوئوچی دوباره معدن را تصاحب کرد. در سال ۱۵۴۱ خاندان آماگو با خاندان اوگاساوارا متحد شد و توانست معدن را دوباره تصرف کند.
در سال ۱۵۵۱ سوئه هاروکاتا کودتایی (حادثه معبد تاینی) بر ضد ارباب خود اوئوچی یوشیتاکا انجام داد که موجب قتل یوشیتاکا و موجب نابودی خاندان اوئوچی شد. بر اثر این کودتا توازن قدرت در منطقه چوگوکو تغییر بسیاری کرد. خاندان موری که پایگاه آن در ولایت آکی بود شروع به قدرت گرفتن کرد. در سال ۱۵۵۵ رهبر خاندان موری، موری موتوناری در نبرد میاجیما، سوئه هاروکاتا ملازم خاندان اوئوچی را شکست داد.
پس از نابودی خاندان اوئوچی این بار خاندان موری به کشمکش و نبرد تصاحب معدن نقره ایوامی وارد شد. در سال ۱۵۵۶ خاندان موری پس از به تبعیت درآوردن خاندان اوگاساوارا در نبرد بوچوکیریاکو توانست قلعه و معدن را تصاحب کند.
در سال ۱۵۵۸ (یا ۱۵۵۶) خاندان آماگو خاندان موری را در سقوط اوشیبارا شکست داد و بدین ترتیب توانست کنترل معدن نقره ایوامی را دوباره به دست بیاورد.
در سال ۱۵۵۹ خاندان موری در طی نبرد گوروزاکا بار دیگر به قلعه یامابوکی که از معدن محافظت می‌کرد حمله کرد اما این حمله دفع شد.
در سال ۱۵۶۱–۶۲ پیمان صلحی بین خاندان آماگو و خاندان موری به نام مصالحه ایواگی امضا شد. پس از آن خاندان موری معدن نقره ایوامی و همچنین قلعه یامابوکی را تصرف کرد و کیکاوا موتوهارو را صاحب قلعه یامابوکی قرار داد.
در سال ۱۶۰۰ میلادی قلعه یامابوکی و معدن تحت تسلط شوگون سالاری توکوگاوا درآمد و اوکوبو ناگایاسو جهت کنترل معدن به عنوان مسئول به قلعه یامابوکی وارد شد اما در نیمه دوم همان سال قلعه را ترک کرد و قلعه سپس ویران شد.
در سال ۲۰۰۷ وارد فهرست میراث جهانی شد.